# 杨述
杨述（1913年—1980年9月27日），本名杨德基，江苏淮安人。中华人民共和国政治人物。

## 生平

### 早年经历
1928年入淮安县中学，阅读大量中外文学名著及进步报刊，并组织“鲁迅读书会”。 
1931年在南京中学就读，寒假返淮安，在读书会的基础上成立进步学生组织“古堡烽火社”，发表《古堡烽火社宣言》，呼吁知识青年到工农群众中去，作反帝前哨。
1934年考入清华大学，积极投身爱国学生的救亡运动，加入“中华民族解放先锋队”（“民先”），编辑《北平学生》等报刊。在一二·九运动中发挥了骨干作用。

### 抗战时期
1936年加入中国共产党，任清华大学支部宣传委员。
抗战爆发后，南下赴武汉，任“青年救国团”组织委员。此时从武汉给家里写信，叫全家赶快出来，不要留在家乡作亡国奴。其母肖禹(1891年-1948年)遂尽弃家产，率领杨述的哥嫂弟妹一齐来到武汉。杨述令三个较大的弟妹一起去了延安。在其母亲与哥嫂和小弟弟及侄儿撤到四川后，杨述又叫他们一切都听在成都的党组织安排。以后，其母肖禹与其大哥杨道生夫妇都加入了中共，在成都创办“成都战时出版社”和“英文日报馆”，由杨道生任社长兼经理，用以资助四川党组织的活动（其时杨道生的党内职务是成都市西城区委书记）。杨道生在前往乐山县就任中心县委书记途中被捕牺牲。周恩来得知后，指示八路军办事处找到肖禹及其家人，送往延安。这是抗战当中毁家纾难的鲜见事迹。
1938年，杨述到四川担任中共川东特委组织部长兼青委书记。
1939年，杨述到延安马列学院学习。次年任绥德师范、米脂中学党总支书记。
1942年，在延安“抢救运动”中，杨述在绥德被隔离审查，被组织上“决定”将作为“特务”处置。但他仍以满腔热情工作，主编《抗战报》。后来他偷跑去延安，直接向中共中央领导告状，“问题”始获解决。
嗣后先后在马列学院、新华社、延安《解放日报》社工作。曾任新华社日语广播组组长、《解放日报》编辑和秘书。

### 内战时期
抗日战争胜利后，以新华社特派记者身份随中共代表团前往重庆，参加报道重庆谈判。
1948年，调到中共中央“青委”，筹建中国新民主主义青年团，并筹备恢复《中国青年》杂志。

### 建国以后
团中央成立后，任常委、宣传部长、书记处候补书记兼《中国青年》杂志社社长、《中国青年报》社社长。
1953年，调中共北京市委任常委、宣传部长。
1961年调任中共中央华北局宣传部副部长兼文教办公室主任。
1965年，任中国科学院哲学、社会科学部（简称“学部”）副主任兼政治部主任。
1966年5月23日，吴传启、林聿时在学部贴出大字报，批判杨述著作《青春漫语》，称其是“反党反社会主义大毒草”。此后在“文革”中，杨述被诬为走资派、叛徒、特务，遭受严酷折磨，尤以精神摧残为甚。
1978年11月，“文革”结束后两年多后，经过一再拖延才得到结论——“维持原有结论”，即文革前的审干结论。
1979年，被任命为中国社会科学院顾问。
1980年9月27日在北京逝世，终年67岁。